# Jeszcze raz (film)
Jeszcze raz – film polski z 2008 roku.
Historia opowiadająca o tym, jak równocześnie rodzi się dojrzała i młodzieńcza miłość, historia romantycznych perypetii matki i córki oraz ojca i syna. Scenariusz filmu powstał na podstawie pomysłu polskiej scenarzystki, autorki telewizyjnych i kinowych hitów, Ilony Łepkowskiej oraz Erwina Wencla.
Film kręcono w Warszawie, Chałupach, Kościelisku, Zakopanem i Tatrach. Okres zdjęciowy trwał od 9 sierpnia do 15 września 2007.

## Fabuła
Anna (Danuta Stenka, matka Kasi) to żywiołowa, atrakcyjna czterdziestolatka z poczuciem humoru. Jej styl to bojówki i zwykła podkoszulka. Kasia (Anja Antonowicz) nie jest typową dziewiętnastolatką. Nie lubi imprez, nie interesuje się chłopakami, jada zdrową żywność i praktykuje jogę. Michał (Jan Frycz) jest bardzo przystojnym, poukładanym i zamożnym prawnikiem, który też pracuje dodatkowo jako ratownik TOPR. Paweł (Przemysław Cypryański) ma dwadzieścia lat, kocha życie, ładne dziewczyny i zabawę i jeździ bardzo szybko samochodem. Kasia i Anna miały jechać razem na wakacje nad morze, ale Anna – namówiona przez przyjaciółkę – zamierza spędzić miło czas z grupą znajomych w górach, u świeżo poznanego przyjaciela, Michała, a Kasia jedzie sama uczyć się surfingu. Paweł zwrócił uwagę na Kasię podczas przypadkowego spotkania na basenie. Wykonał przed nią popis wskakując nago do basenu. Śledził ją i ofiarował jej usługę podwiezienia nad morze swoim samochodem. Po dojechaniu do Chałup pożegnał się z Kasią. Kasia na pierwszych zajęciach nie mogła opanować pływania na swojej desce od Windsurfingu. Tam zwrócił na nią uwagę Tomuś – Polak wychowany na Florydzie, który jej pomógł opanować Windsurfing i razem z nią spędzał czas. Paweł wezwał Tomka do pojedynku w wyścigach na quadach.
Ten wyścig zakończył się niewielką przewagą Pawła i nie rozstrzygnął o odbiciu dziewczyny.
Później, w niezbyt czysty sposób, kolega Pawła namówił kelnera na poddanie Tomkowi znacznie silniejszego alkoholu w napoju „czarny Rusek”. Tomek się upił i zaczął zalecać się do innej dziewczyny z wesołego towarzystwa Pawła. Paweł w odpowiedzi znokautował Tomka i w ten sposób odbił mu Kasię. Na dodatek matka Tomka udzieliła mu reprymendy.
Od tego czasu Kasia zdecydowała się być z Pawłem.
Tymczasem w górach matka Kasi spędza czas razem z Michałem w oczekiwaniu na pozostałych gości, w tym Tadeusza, który na początku filmu popisał się przed Anną, oddając kelnerowi skrytykowane przez nią spinki od koszuli.
Po kilku dniach przyjeżdża Tadeusz z pieskami, który jednak swoim zachowaniem zraził do siebie Annę.
Anna nie zgodziła się pojechać z nim do Bratysławy i pozostała w domu górskim razem z Michałem.
Po fałszywym alarmie o zagrożeniu życia Michała w akcji ratowniczej rozwija się więź uczuciowa między Anną i Michałem.
Później Kasia dzwoni do matki i wzywa ją do przyjazdu nad morze, żeby powiedzieć jej o swej miłości do Pawła.
Matka mimo sprzeciwu Michała wyjeżdża busem Zakopane-Kraków i w wypadku łamie rękę.
Córka powiadomiona o wypadku odwiedza matkę w szpitalu i prosi Pawła o odnalezienie mężczyzny, który przyczynił się do powstania tej sytuacji. Paweł odnalazł pana Michała, który okazuje się być jego ojcem.
Pan Michał pojechał odwiedzić Annę w szpitalu i tam wyznał jej miłość.

## Obsada
Role pierwszoplanowe:
- Danuta Stenka – Anna Krzyżańska, matka Kasi
- Jan Frycz – Michał Woroczyński, ojciec Pawła
- Anja Antonowicz – Kasia Szajewska
- Przemysław Cypryański – Paweł Woroczyński

Role drugoplanowe:
- Lech Mackiewicz – Tadeusz
- Mikołaj Krawczyk – Tomuś Jaworski
- Katarzyna Gonet – Beata
- Maria Góralczyk – Jolka
- Bartosz Obuchowicz – Krzysiek
- Kinga Preis – Grażyna
- Tomasz Karolak – kelner
- Tomasz Błasiak – Hipcio
- Joanna Jędryka – matka Tomusia
- Alicja Dąbrowska – Zuza
- Piotr Grabowski – Malicki
- Maria Mamona – siostra przełożona
- Justyna Gugała – Wioletta Marczyk, dziennikarka TVN24
- Andrzej Blacha – ratownik TOPR
- Małgorzata Krzysica – kelnerka
- Józef Słodyczka – baca
- Tomasz Podsiadły – kelner Dobromir
- Oskar Mienandi – barman
- Krzysztof Wieszczek – chłopak koleżanki Kasi
- Jan Karpiel-Bułecka
- Trebunie-Tutki